# Anthony Pannier
Anthony Pannier (ur. 7 września 1988 w Bruges) – francuski pływak, specjalizujący się głównie w stylu dowolnym na długich dystansach. 
Brązowy medalista mistrzostw Europy na krótkim basenie z Chartres na 1500 m stylem dowolnym. 
Uczestnik Igrzysk Olimpijskich z Londynu na 1500 m stylem dowolnym (20. miejsce).